# À l'est de Shanghaï (film, 1937)
Pour les articles homonymes, voir À l'est de Shanghaï.
Pour plus de détails, voir Fiche technique et Distribution.
À l'est de Shanghaï (West of Shanghaï) est un film américain réalisé par John Farrow et sorti en 1937.

## Synopsis
Gordon Creed se rend en Chine pour obtenir des droits sur une concession d'huile, appartenant à Jim Hallet. Son ex-femme, Jane, devenue missionnaire, est amoureuse de Jim. Mais un seigneur de guerre, Wu Yen Fang, s'empare du village…

## Fiche technique
- Titre original : West of Shanghaï
- Réalisation : John  Farrow
- Scénario : Crane Wilbur, d'après une pièce de Porter Emerson Browne
- Chef opérateur : L. William O'Connell
- Musique : Heinz Roemheld
- Direction artistique : Max Parker
- Costumes : Howard Shoup
- Montage : Maurice Wright
- Production : Hal B. Wallis, Jack L. Warner, Bryan Foy pour Warner Bros
- Durée : 64 minutes
- Date de sortie : 
  - États-Unis : 30 octobre 1937

## Distribution
- Boris Karloff : Wu Yen Fang
- Beverly Roberts : Jane Creed
- Ricardo Cortez : Gordon Creed
- Gordon Oliver : Jim Hallet
- Sheila Bromley : Lola Galt
- Vladimir Sokoloff : Chow Fu-Shan
- Gordon Hart : Dr Abernathy
- Richard Loo : Mr Cheng
- Chester Gan : Kung Nui
- Luke Chan : Chan
- Paul Fung
- Mia Ichioka : Hue Mei
- Selmer Jackson : Harry Hemingway
- Tetsu Komai : Général Ma
- Eddie Lee : Wang Chung
- Douglas Wood : Myron Galt
- George Reed (non crédité) : Fauntleroy